# Allereca ruandana
Genre
Espèce
Allereca ruandana, unique représentant du genre Allereca, est une espèce d'opilions laniatores de la famille des Assamiidae.

## Distribution
Cette espèce est endémique du Rwanda. Elle se rencontre vers Rugege.

## Description
La femelle holotype mesure 1,8 mm.

## Étymologie
Son nom d'espèce lui a été donné en référence au lieu de sa découverte, le Rwanda.

## Publication originale
- Roewer, 1961 : « Opilioniden aus Ost-Congo und Ruanda-Urundi. » Annalen - Koninklijk Museum voor Midden-Afrika - Zoologische wetenschappen, no 95, p. 1–48.